# Amedeo Bignami
Amedeo Bignami (Mantova, 23 agosto 1904 – Verona, 21 agosto 1954) è stato un pilota automobilistico e imprenditore italiano.

## Biografia
Amedeo Bignami nacque a Mantova, nel rione popolare di Porto Catena, da un'umile famiglia: il padre Cesare era fabbro e carrozziere, la madre Teresa Zanardi lavandaia.  Nella bottega del padre iniziò ad appassionarsi alla meccanica. 
Nel 1920 conobbe Tazio Nuvolari, che nel 1927 lo volle con sé come meccanico, collaudatore e co-pilota quandò fondò una propria scuderia.  Ebbe parte nelle vittorie del Mantovano Volante nei Gran Premi di Roma e di Tripoli del 1928 e, in coppia con Nuvolari, ottenne il tredicesimo posto nella Mille Miglia dello stesso anno. Seguì poi il pilota di Castel d'Ario all'Alfa Romeo e in coppia con Baconin Borzacchini vinse la Mille Miglia del 1932, successo che replicò due anni dopo assieme ad Achille Varzi, battendo l'auto di Nuvolari e Siena.
Assieme a Varzi passò alla scuderia tedesca Auto Union in qualità di suo consigliere e segretario personale, a causa della riluttanza dei titolari ad assumere personale italiano. Con questo pilota stabilì un sodalizio umano e professionale particolarmente profondo, aiutandolo a disintossicarsi dall'abuso di droghe e facendogli da testimone di nozze.
Nel 1946-47 Varzi e Bignami si recarono in Argentina per partecipare ad alcune gare della Temporada Argentina: in un incontro con il presidente Juan Domingo Perón Varzi accettò di organizzare una squadra nazionale motoristica che gareggiasse in Europa, ma non poté onorare l'impegno perché morì in pista durante le prove del Gran Premio di Svizzera del 1948. Bignami fu nominato allora direttore tecnico dell'Equipo Argentino, che ebbe sede a Galliate, la città di Achille Varzi. In questa veste si trovò a collaborare strettamente col pilota Juan Manuel Fangio, cosa che gli valse una certa fama presso gli sportivi argentini, al punto che il numero del settimanale Mundo deportivo del 2 febbraio 1950 gli dedicò la copertina.
Dopo la conquista del titolo mondiale 1951, Fangio passò all'Alfa Romeo e Bignami decise di ritirarsi dal mondo delle corse. Assieme al fratello Nino impiantò a Verona una fabbrica per la produzione di marmitte per automobili, col marchio Scuderia Bignami, che gestì fino alla morte avvenuta nel 1954.

## Maggiori vittorie
| Anno | Gara         | Vettura            |
| ---- | ------------ | ------------------ |
| 1932 | Mille Miglia | Alfa Romeo 6C 1750 |
| 1934 | Mille Miglia | Alfa Romeo 8C 2600 |